# The Ukrainians
 (décembre 2012).
Si vous disposez d'ouvrages ou d'articles de référence ou si vous connaissez des sites web de qualité traitant du thème abordé ici, merci de compléter l'article en donnant les références utiles à sa vérifiabilité et en les liant à la section « Notes et références ».
The Ukrainians est un groupe britannique formé en 1990 et qui se consacre principalement à des reprises, en ukrainien, de chansons traditionnelles ukrainiennes, dans un style marqué par le punk.
Le meneur et fondateur du groupe est Peter Solowka, ancien guitariste de Wedding Present.